# Leptotrema aemulans
Leptotrema aemulans är en lavart som först beskrevs av August von Krempelhuber och som fick sitt nu gällande namn av Johannes Müller Argoviensis 1894. 
Leptotrema aemulans ingår i släktet Leptotrema och familjen Thelotremataceae. Inga underarter finns listade.